# Neil MacCormick
Sir Donald Neil MacCormick (Glasgow, 27 de mayo de 1941-Edimburgo, 5 de abril de 2009) fue un filósofo del Derecho y político escocés. Fue Profesor Regius de Derecho Público y de Derecho Natural y de Gentes en la Universidad de Edimburgo desde 1972 hasta 2008. Fue miembro del Parlamento Europeo entre 1999 y 2004, miembro de la Convención sobre el Futuro de Europa y dirigente del Partido Nacional Escocés (SNP).

## Vida y carrera académica
MacCormick nació en Glasgow el 27 de mayo de 1941, hijo de uno de los fundadores del Partido Nacional Escocés: John MacCormick.Fue educado en la High School de Glasgow. Se graduó con un máster en filosofía y literatura inglesa en la Universidad de Glasgow, antes de obtener una beca Snell y estudiar una licenciatura en Teoría del Derecho en el Balliol College de Oxford. En Oxford, MacCormick estuvo bajo la influencia del profesor H. L. A. Hart y desarrolló su interés por la filosofía del Derecho. En 1982 obtuvo el título de investigador Legum Doctor de la Universidad de Edimburgo.
MacCormick fue profesor de Teoría del Derecho en la Facultad de Derecho de la Universidad de Dundee (que en ese momento estaba adscrita a la Universidad de Saint Andrews) de 1965 a 1967. Posteriormente, fue miembro y tutor de Teoría del Derecho en el Balliol College de Oxford, de 1968 a 1972, y luego ocupó la Cátedra Regius de Derecho Público y Derecho Natural y de Gentes en la Universidad de Edimburgo. También fue profesor investigador Leverhulme en Edimburgo de 1997 a 1999 y de 2004 a 2008. Además, ocupó el cargo de Decano de la Facultad de Derecho entre 1973 y 1976, y fue Rector del Grupo de Facultades de Derecho y Ciencias Sociales, y Vicerrector de Asuntos Internacionales.
El profesor MacCormick se retiró de la Cátedra Regius el 1 de febrero de 2008, después de completar 36 años como profesor (y más tarde profesor titular) en la Universidad de Edimburgo. La Facultad de Derecho de esa universidad le concedió el honor de una serie de conferencias en su nombre y pronunció la conferencia inaugural del Tricentenario de la Facultad de Derecho, presentada por el expresidente Lord Cullen, el 18 de enero de 2007. Pronunció su última conferencia como Regius Professor, titulada «Derecho Just»", el lunes 28 de enero de 2008. Posteriormente continuó en su cargo de Presidente de la Asociación Internacional de Filosofía del Derecho y Filosofía Social.
MacCormick fue miembro del Consejo de Radiodifusión de Escocia, del Consejo de Investigación Económica y Social, del Consejo de Investigación del Instituto Universitario Europeo y de la Fundación Europea para la Ciencia, así como de varios comités departamentales gubernamentales que investigaban asuntos de interés público.

## Carrera política
MacCormick representó al Partido Nacional Escocés en el distrito electoral de Edimburgo Pentlands, en 1983 y 1987, quedando en cuarto lugar en ambas ocasiones. Se presentó por Argyll y Bute en 1997 y quedó segundo.
En septiembre de 1998 fue seleccionado por los delegados en la conferencia del Partido Nacional Escocés como candidato para las elecciones al Parlamento Europeo de 1999. Fue elegido miembro del Parlamento Europeo, tomando una excedencia de la Universidad de Edimburgo. MacCormick fue miembro de la Convención sobre el Futuro de Europa de 2002 a 2003, redactando la propuesta de Tratado Constitucional para la Unión Europea . Fue elegido eurodiputado escocés del año en 2001, 2002 y 2003 en los premios al Político Escocés del Año, y se retiró de su cargo electo en 2004 para completar su Cátedra de Investigación Leverhulme en Edimburgo.
Fue elegido vicepresidente del Partido Nacional Escocés en 1999 y permaneció en el cargo hasta 2004. En 2007, MacCormick fue nombrado asesor especial sobre Europa en el recién elegido gobierno escocés liderado por el Partido Nacional Escocés.

## Trabajos académicos
MacCormick escribió numerosos artículos en revistas y libros, concentrándose tanto en el Derecho en el contexto europeo como en la filosofía del Derecho. Obras como Legal Right and Social Democracy: Essays in Legal and Political Philosophy (1984), Legal Reasoning and Legal Theory (1978), Rhetoric and The Rule of Law (2005) e Institutions of Law (2007) transmiten su estilo particular de filosofía del Derecho. Legal Reasoning and Legal Theory responde a muchas de las críticas dworkinianas a la concepción hartiana del Derecho, y algunos lo consideran como un punto medio entre los dos. Su último libro fue Practical Reason in Law and Morality (2008).

## Honores y premios
En 1999, MacCormick fue nombrado Consejero de la Reina honoris causa y fue nombrado caballero con los Honores del Cumpleaños de la Reina en 2001 en reconocimiento a sus servicios académicos en Derecho. En 2004 recibió la Medalla de Oro Real de la Real Sociedad de Edimburgo por logros excepcionales. Fue miembro honorario del Balliol College de Oxford y recibió títulos honoríficos de la Queen's University (Canadá), la Universidad de Uppsala (Suecia), la Universidad de Macerata (Italia) y la Universidad del Sarre (Alemania), así como de la Universidad de Glasgow, la Universidad Queen Margaret y la Universidad de Edimburgo. Esta última universidad, bautizó el principal salón de reuniones de su Facultad de Derecho con el nombre de MacCormick, inaugurando un busto en su honor el año 2016.

## Enfermedad y muerte
Justo después de retirarse de su cátedra en la Universidad de Edimburgo en 2008, a MacCormick le diagnosticaron un cáncer inoperable. Falleció el 5 de abril de 2009.